# Bombylius analis
Bombylius analis är en tvåvingeart som beskrevs av Olivier 1789. Bombylius analis ingår i släktet Bombylius och familjen svävflugor. Inga underarter finns listade i Catalogue of Life.